# Arena Pantanal
Arena Pantanal je stadion u Cuiabá, Brazil. Stadion je novo zdanje građen za Svjetsko nogometno prvenstvo u Brazilu 2014. godine. Na njemu nastupaju dva nogometna kluba Cuiabá Clube i Mixto. Stadion ima kapacitet oko 43.000 gledatelja.

## Vanjske poveznice
- (port.) Službena stranica stadiona